# Richard Barry Bernstein
Richard Barry Bernstein (Long Island, 31 de outubro de 1923 — Helsinque, 8 de julho de 1990) foi um físico-químico estadunidense.
É conhecido principalmente por suas pesquisas em cinética química e dinâmica de reações utilizando técnicas de espalhamento de feixe molecular e laser. A ele é creditado a fundação da femtoquímica, que lançou as bases para o desenvolvimento da femtobiologia. Entre os prêmios que recebeu estão a Medalha Nacional de Ciências e o Prêmio Willard Gibbs, ambos em 1989.
Bernstein, ainda no auge de suas forças, sofreu um infarto agudo do miocárdio em Moscou, falecendo um pouco mais tarde, em 8 de julho de 1990, em Helsinque.